# Храм Святой Ольги (Железноводск)
Храм Святой равноапостольной княгини Ольги (Ольгинская церковь) — приходской православный храм в городе Железноводске Ставропольского края. Входит в состав Минераловодского благочиния Пятигорской епархии Русской православной церкви.
Престольный день: 24 июля.

## Историческая справка
В западной части города стоял небольшой молитвенный дом с начала XX века. При советской власти в конце 1940-х годов приходу было позволено перестроить молитвенный дом в церковь. Службы в ней не прекращались.
В 1988 году приход принял решение разобрать обветшавший тесный храм и на его месте возвести новый, более вместительный и архитектурно-осмысленный в стиле древнерусского зодчества. Проект был выполнен в 1988 году в творческой мастерской Кавминводской организации Союза архитекторов РСФСР (Кавминводархпроект). Авторами проекта стали отец Георгий (Ю. И. Новаковский) и главный архитектор Железноводска Н. Ф. Кисляков, конструктор — А. Г. Шинкарёв. В 1988—1989 годах здание было построено. Новый храм освятили во имя святой равноапостольной великой княгини Ольги в 1989 году.
Помимо основного знания, первоначальный проект предполагал строительство целого архитектурного ансамбля, включавшего звонницу, часовню, крестильню с кельями, а также благоустройство холма, на котором стоит храм и ведущей к нему пешеходной дороги. Однако, к 1991 году эти планы реализованы не были.
В 1992 церковь перешла в юрисдикцию Русской православной церкви заграницей, а с 1995 — Российской православной автономной церкви.
26 сентября 2005 года после череды судебных разбирательств Федеральный арбитражный суд вынес окончательное решение о том, что храм должен быть возвращён Ставропольской епархии Московского патриархата.

## Внешнее и внутреннее убранство
Кирпичная церковь, во внешних формах в упрощенном виде воспроизводящая облик Царево-Константиновского храма города Суздаль. Бесстолпный пятиглавый четверик с алтарем, притвором и отдельной надвратной звонницей.

## Настоятели
- Иерей Александр Нартов[9]
- Протоиерей Михаил Самохин[9]
- Иерей Роман Переверзев (штатный священник)